# Gustav Schickedanz
Gustav Abraham Schickedanz (* 1. Januar 1895 in Fürth; † 27. März 1977 ebenda) war ein deutscher Kaufmann und Unternehmer. Er gründete 1927 das Versandhaus Quelle.

## Leben

### Jugend und Armeezeit
Gustav Schickedanz wurde am 1. Januar 1895 als Sohn des Werkmeisters Leonhard Schickedanz und der Haushaltsgehilfin Eva Elisabeth Schickedanz geb. Kolb in Fürth (im Haus Theresienstraße 23) als zweites Kind geboren. Am 2. September 1901 wurde er in der Volksschule an der Schwabacher Straße eingeschult. Im September 1905 trat er in die Königlich Bayerische Realschule mit Handels-Abteilung (das spätere Hardenberg-Gymnasium Fürth) an der Hirschenstraße ein, wo auch der zwei Jahre jüngere Ludwig Erhard zur Schule ging. Mit durchschnittlichen Leistungen erlangte Schickedanz dort im Juli 1911 den Schulabschluss und die „wissenschaftliche Befähigung für den einjährig-freiwilligen Dienst“ (Mittlere Reife). Am 1. Juli 1911 (nach anderen Angaben schon während der Schulzeit, eventuell als Praktikant) begann er eine Lehre bei der Firma J. W. Spear & Söhne, die er mit Zeugnis vom 26. September 1913 absolvierte.
Er trat am 1. Oktober 1913 seinen Militärdienst beim Infanterieregiment Nr. 21 an, vor dessen Beendigung der Erste Weltkrieg begann. Als Teil der 6. Armee war das Regiment an den Grenzschlachten des Ersten Weltkriegs beteiligt. Schickedanz wurde am 8. Oktober 1914 am Unterschenkel verletzt. Als heimatdiensttauglich wurde er nach einem Lazarettaufenthalt zunächst zur Kommandantur des Truppenübungsplatzes Grafenwöhr versetzt. Nach Kriegsende war er als Unterzahlmeister in der Trainkaserne in Fürth stationiert, noch im März 1919 fragte er wegen einer gewünschten weiteren Dienstverpflichtung an. Im April 1919 war er nach eigenen Angaben Mitglied des Arbeiter- und Soldatenrats.

### Berufseinstieg und Geschäftsgründung
Am 30. Juni 1919 wurde er auf eigenen Wunsch aus dem Militärdienst entlassen und trat als Angestellter in die „Kurzwarenhandlung en gros“ von Otto Lennert in Fürth ein, wo er sich nach einiger Zeit – mit finanzieller Unterstützung durch die Familie seiner künftigen Frau – mit 15.000 Mark als Teilhaber einkaufte.
Er heiratete am 28. September 1919 die Bäckerstochter Anna Babette Zehnder (* um 1896; † 13. Juli 1929). Aus der Ehe gingen zwei Kinder hervor (Leo und Louise).
Am 13. Juli 1929 erlitt die Familie einen schweren Verkehrsunfall mit einer „große[n] Horch-Limousine“ (vermutlich Horch 8) auf der Ingolstädter Landstraße unweit des Münchner Burgfriedens. Die Fahrerin Anna Schickedanz und der fünf Jahre alte Sohn Leo kamen dabei ums Leben. Gustav Schickedanz und sein 72-jähriger Vater sowie der Buchhalter Robert Klaus und dessen Ehefrau erlitten schwere Verletzungen. Die vierjährige Luise Schickedanz sowie der drei Jahre alte Günther Klaus blieben unverletzt.
Am 7. Dezember 1922 ließ Schickedanz den eigenen „Großhandel mit Kurzwaren“ in das Handelsregister eintragen. Sitz des Geschäftes war das Haus Moststraße 35 in Fürth. Zur Belegschaft zählten außer ihm anfangs nur seine Frau Anna, sein (berenteter) Vater Leo und seine Schwester Liesl, später dann noch vier Lehrmädchen. Vorteilhaft für die Entwicklung des jungen Unternehmens war dabei, dass ab dem 20. November 1923 im Deutschen Reich die Rentenmark ausgegeben und damit die Hyperinflation beendet wurde. Der Jahresabschluss für 1923 ergab für Schickedanz’ Unternehmen einen Vermögensbestand von 10.604 Rentenmark.

### Entwicklung des Vertriebsmodells
Schon seit der Geschäftsgründung griff Schickedanz erneut seine Überlegungen zu einer Einkaufskette bzw. zur Sammelbestellung auf, die er schon bei seinem ehemaligen Arbeitgeber Otto Lennert verfolgte. Der gemeinsame und entsprechend höher rabattierte Einkauf sollte nicht nur dem beteiligten Einzelhändler nützen, sondern durch eine – wenn auch nur anteilige – Weitergabe der erzielten Rabatte auch dem „Letztkäufer“ (Endverbraucher). Der positive Effekt für den Unternehmer war nach der Konzeption von Schickedanz eine daraus folgende höhere Bindung der Kunden an das eigene Geschäft. Schickedanz stellte einen Handlungsreisenden ein und besuchte auch selbst die Gemischtwarenhändler in den Dörfern und Kleinstädten vieler ländlicher Gebiete in ganz Nordbayern. Der Erfolg hielt sich in Grenzen, da die Einzelhändler nicht glauben wollten, dass niedrigere Preise zu einem höheren Umsatz und zu einem höheren Gewinn führen konnten.
Dagegen sah Schickedanz zunehmend bei den Endverbrauchern mehr Erfolge und Möglichkeiten. Er konnte die Basis eines eigenen Kundenstamms aufbauen, der vorwiegend aus Frauen in ländlichen Gegenden bestand. Diese „Landfrauen“ kamen aufgrund des hohen Zeitaufwands nur gelegentlich in die Stadt und kauften bei Schickedanz dann vor allem Waren, die der örtliche Kleinhändler nicht führte. Schickedanz schickte diesem Kundenkreis zunehmend Preislisten und Information über Neuheiten zu. Vor allem ermöglichte er die Bestellung per Post, sofern sich die Kunden in einer Kundenkartei registrieren ließen. Die Kundenkartei war neben dem Lager ein zentrales Element des seinerzeit relativ jungen Versandhandels, den Schickedanz auf die spezifischen Bedürfnisse ländlicher Bevölkerungsteile zuschnitt.
Anfang Dezember 1926 änderte er die Firma seines Unternehmens in Gustav Schickedanz, Kurz- & Wollwaren en gros und zog aus den relativ beengten Verhältnissen des Hauses an der Moststraße in die große Liegenschaft Königswarterstraße 10 (am Ort der heutigen Gebäude Königswarterstraße 14–16), zudem erwarb er von der Zichorienfabrik Julius Cohn das gegenüber gelegene Geschäftshaus Hindenburgstraße 10 (heute Fürther Freiheit 10).
Am 1. Januar 1927 trat die fünfzehnjährige Grete Lachner als fünftes Lehrmädchen in das Unternehmen ein.

### Aufbau des Versandhandels
Schickedanz zog die Konsequenzen aus seinen Überlegungen zum Direktverkauf (in der später zum Teil verwirklichten Idealform des Direktvertriebs) und gründete am 26. Oktober 1927 das Versandhaus Quelle GmbH mit Sitz in Fürth, Geschäftsadresse war die Königswarterstraße 10. Die Eintragung in das Gesellschaftsregister beim Amtsgericht Fürth erfolgte am 7. November 1927. Vorteilhaft waren dabei die Rahmenbedingungen der wirtschaftlichen Aufwärtsentwicklung und politischen Beruhigung in der Phase der sogenannten „Goldenen Zwanziger“. Gegenstand des Unternehmens war der „Versand mit Kurz- und Wollwaren und einschlägigen Artikeln“. Das Stammkapital betrug 20.000 Reichsmark.
Schickedanz war zunächst darum bemüht, mit seinem Versandhandel an Endverbraucher keine Kollisionen mit den Interessen der von ihm ebenfalls belieferten Einzelhändler zu verursachen. Die Schickedanz-Großhandelskataloge und die Quelle-Versandhauskataloge unterschieden sich anfangs nur äußerlich, die Inhalte waren identisch. Der Schwerpunkt verschob sich jedoch zum Versandhandel, Schickedanz schrieb hierzu in den 1940er Jahren: „Das gutgehende Großhandelsgeschäft musste alle verfügbaren Beträge abgeben, um neu Investierungen für das Versandgeschäft zu ermöglichen, die in der Hauptsache und immer wieder der Werbung und dem Aufbau einer umfangreichen, nach amerikanischem Vorbild eingerichteten Kundenkartei galt.“
Zunächst konzentrierte sich Schickedanz auf Wollwaren und kaufte Markenrechte wie die bei Verbrauchern schon gut eingeführte Marke „Dukatenwolle“ auf. Schickedanz gelang es dabei zunehmend, dass sich Lieferanten und Produzenten seinen „Kalkulationserfordernissen“ anpassten. Der zunehmende Geschäftsumfang verlangte immer wieder die Verwirklichung neuer Ideen zu dessen Bewältigung. Mit der Post konnte er das Privileg vereinbaren, wonach er die Sendungen über eine Eigene Postabfertigung ausliefern durfte.
Am 13. Juli 1929 starben bei einem Verkehrsunfall in der Nähe von München die Ehefrau, der Sohn und der Vater von Schickedanz. Er selbst wurde schwer verletzt und verfiel in Depressionen; seine Schwester Liesl Kießling übernahm zeitweise die Geschäfte. Unmittelbar nach dem sogenannten Schwarzen Donnerstag am 24. Oktober 1929 nahm er wieder die Arbeit auf.
1932 kaufte Schickedanz vom bayerischen Staat das ca. 8000 m² großes Fabrikgebäude Artilleriestraße 40 und 42 (heute Merkurstraße) in Fürth, er schrieb hierzu: „Diese waren dringend notwendig, um mein Warensortiment bedeutend vergrößern zu können, so dass der Verbraucher bei mir nicht nur die Artikel, die zu seiner Bekleidung notwendig waren, sondern alles einkaufen konnte, was ihm in seiner ländlichen Abgeschiedenheit begehrenswert erschien“. Der Großhandel blieb an der Königswarterstraße, der Gebäudekomplex war inzwischen von Schickedanz größtenteils übernommen worden. 1928 lagen die Auflagen für Preislisten und Prospekte bei 10.000 bis 30.000, 1932 waren schon Mindestauflagen von 150.000 erforderlich, der Kundenstamm lag Ende 1932 bei 200.000. Der Umsatz entwickelte sich von ca. 75.000 Reichsmark 1929 trotz Deutscher Bankenkrise, Weltwirtschaftskrise und hoher Arbeitslosigkeit auf 2,8 Mio. Reichsmark im Jahr 1932 und 7,2 Mio. Reichsmark im Jahr 1933.

### Zeit des Nationalsozialismus
Am 1. November 1932 trat Schickedanz in Ihringen der NSDAP bei (Mitgliedsnummer 1.355.993), fünf Tage vor den Reichstagswahlen vom 6. November 1932. Am 8. April 1933 – wenige Tage nach dem „Judenboykott“ – ließ sich die Geschäftsführung notariell bestätigen, dass sie ein „rein christliches Unternehmen“ sei und „ausnahmslos deutsche Waren“ verkaufe. Diese notarielle Erklärung wurde auf den Titelblättern verschiedener Kataloge und Veröffentlichungen des Versandhauses abgedruckt, zeitweise auch der Vermerk „arisch“. Am 1. Oktober 1935 wurde Schickedanz von der NSDAP für sechs Jahre in den Fürther Stadtrat berufen.
Der Umsatz von Schickedanz verdoppelte sich von 1933 auf 1934 auf 15 Mio. Reichsmark. Zwischen 1933 und 1938 baute Schickedanz sein Geschäfts- und Privateigentum durch Aufkauf mehrerer Objekte aus jüdischem Eigentum aus: Im April 1934 erwarb er die Aktienmehrheit der Vereinigte Papierwerke AG in Nürnberg (u. a. mit der Marke Tempo) und 1937 die Frankfurter Bettfedernfabrik Baum & Mosbacher. Anfang 1937 erlangte er die Aktienmehrheit der Brauerei Geismann Fürth, am 20. Februar 1938 erfolgte der Erwerb des großen Textilversandunternehmens Ignaz Mayer. Die Immobilien und Unternehmen, die Schickedanz zwischen 1933 und 1938 erwarb, hatten zuvor durchwegs jüdische Besitzer, auch für seine Erwerbungen während des Kriegs galt dies überwiegend. Inwieweit Schickedanz dabei die damaligen gesellschaftlichen Rahmenbedingungen („Arisierung“ sowie die Flucht und Deportation jüdischer Bevölkerungsteile) und seine Parteimitgliedschaft ausnutzte, ist umstritten, ebenso seine Beteiligung an „Arisierungen“, die mit politischer Hilfe und unter Androhung von Zwang zustande kamen. (siehe Abschnitt Diskussion über das Verhalten in der Zeit des Nationalsozialismus)
Im April 1936 gründete Schickedanz die Quelle-Fahrrad GmbH, der Umsatz des Gesamtunternehmens erreichte 1936 bei 1800 Mitarbeitern 25,7 Millionen Reichsmark, im Jahre 1937 etwa 30 Millionen Reichsmark. Am 14. Juni 1937 wurde das Unternehmen in Quelle L. Kießling & Co. GmbH umfirmiert; Elisabeth Kießling, die Schwester von Schickedanz, wurde zeitweilig zur weiteren Geschäftsführerin bestimmt. Die Hintergründe der Umbenennung sind nicht bekannt.
Quelle wurde in den Jahren von 1933 bis 1938 zum erfolgreichsten deutschen Versandunternehmen, 1938 erreichte der Umsatz 40 Millionen Reichsmark, die Belegschaft zählte 600 Mitarbeiter. Die besonderen Erfolge im Jahr 1938 waren angeblich auch dem großen Zustrom neuer Kunden aus Österreich und dem Sudetenland geschuldet, die im Jahre 1938 von Deutschland annektiert wurden.
Am 8. Juni 1942 heiratete Schickedanz seine Angestellte Grete Lachner, mit der er seit 1931 eine intime Beziehung unterhielt. Am 20. Oktober 1943 kam die gemeinsame Tochter Madeleine zur Welt, schon zuvor war die Familie in das von Fliegerbomben weniger bedrohte Hersbruck umgezogen.
Bei einem der vergleichsweise seltenen Luftangriffe auf Fürth wurden am 10. und 11. August 1943 fast alle Gebäude des Unternehmens an der Artilleriestraße zerstört, die für den Versandhandel zentrale Kundenkartei ging ebenfalls größtenteils verloren. Der Notbetrieb wurde vom neuen Fürther Geschäftssitz Nürnberger Straße 91/95 aus organisiert.

### Nachkriegszeit
Nach Kriegsende erhielt Schickedanz am 21. Dezember 1945 Berufsverbot und wurde als Hilfsarbeiter zwangsverpflichtet, seine Privatimmobilien für US-amerikanische Kommandobehörden requiriert. Er wohnte mit seiner Frau in dieser Zeit bei der Familie Brunner in Stöppach bei Hersbruck, zu denen er noch bis an sein Lebensende Kontakt hatte. Als Begründung wurde angeführt, dass Schickedanz 1932 ohne Zwang in die NSDAP eingetreten sei, damit als Aktivist gelte und „die Sicherung des eigenen Vorteils durch die Parteimitgliedschaft“ betrieben habe. Seine Betriebe wurden zwischen 10. September 1945 und 4. Mai 1946 unter einer von der Militärregierung verfügten Treuhänderschaft gestellt und nahmen in dieser Form den Betrieb wieder auf. Der Treuhänder Fritz Steinmann – ehemals Einkäufer für Schickedanz – errechnete einen Wert des Unternehmens Gustav Schickedanz und des Versandhauses Quelle von 1,9 Millionen Reichsmark und ein Bankvermögen über eine Million Reichsmark.
Das Spruchkammerverfahren bei der Hauptspruchkammer Nürnberg stufte Schickedanz im Urteil vom 31. März 1949 als „Mitläufer“ ein, das Urteil wurde am 7. April rechtskräftig. Am 29. April 1949 wurden die wesentlichen Teile seines Unternehmens aus der Treuhandschaft freigegeben.
Die letzte Immobilie, die spätere Hauptverwaltung Nürnberger Straße 91–95 (seit 1. Juni 2010 Bayerisches Landesamt für Statistik), wurde erst im Verlauf des Jahres 1952 freigegeben. Am 22. Juni 1949 eröffnete Schickedanz an der Fürther Freiheit das erste Quelle-Kaufhaus. Schickedanz sah sich mit einer Vielzahl von Rückerstattungsansprüchen entsprechend dem Gesetz Nr. 59 der US-amerikanischen Militärregierung konfrontiert. Insgesamt zahlte Schickedanz nach verschiedenen, zumeist in einem Vergleich abgeschlossenen Verfahren rund 8 Millionen DM an – steuerlich dann abgeschriebener – Rückerstattung für Güter, die er im Zusammenhang mit der „Arisierung“ erworben hatte.
Im ersten vollen Geschäftsjahr 1950 setzte das Unternehmen von Schickedanz 40 Millionen DM um, 1951 waren es schon 90 Millionen DM bei ca. 1 Million Kunden. 1952 erreichte der Umsatz 100 Millionen DM. Am 6. Juni 1953 wurde Schickedanz das Bundesverdienstkreuz 1. Klasse verliehen. Kurz vor seinem 60. Geburtstag am 22. Dezember 1954 erhielt Schickedanz zudem die Goldene Bürgermedaille der Stadt Fürth, im Sommer 1955 die Ehrenbürgerwürde der Stadt Hersbruck, in der er während der Kriegszeit bis Dezember 1954 wohnte, um dann in das nach dem Krieg zeitweilig requirierte Fürther Anwesen Fuchsstraße 12 zurückzukehren.
1954 setzte Schickedanz 164 Millionen DM um und war damit Spitzenreiter im Versandhandel, der seinerzeit insgesamt in Deutschland auf einen Umsatz von 2 Milliarden DM kam, wovon 800 Millionen DM auf den Handel mit Textilien fielen.
Im Sommer 1954 erschien erstmals der Quelle-Katalog, der sukzessive Vorgänger wie die Neuesten Quelle-Nachrichten ablöste. Der Kundenstamm lag bei 2 Millionen, angeblich gehörte zum Kundenkreis auch zunehmend städtische Bevölkerung. Bis zu 70 Prozent des Umsatzes entfielen auf Wäsche und Wollwaren. Ein Jahr später erwirkte Schickedanz beim Landgericht eine bezeichnende einstweilige Verfügung gegen den Konkurrenten Neckermann: Quelle hatte fünf Produkte im Neckermann-Katalog aufgespürt, die nicht der im Katalog beschriebenen Qualität entsprachen, und erwirkte das Verbot des Vertriebs.
Am 24. März 1956 ging in einem neuen Betriebsgebäude an der Fürther Straße in Nürnberg die automatisierte Versandanlage in Betrieb, die schon Ende 1957 mit einer elektronischen Datenverarbeitung der Standard Elektrik AG versehen wurde. Schon im Weihnachtsgeschäft 1956 konnten damit bis zu 63.000 Sendungen am Tag abgewickelt werden. Der Umsatz betrug zu diesem Zeitpunkt ca. 250 Millionen DM, der Mitarbeiterstamm 4.400, in der Hochsaison von September bis Dezember lagen die Beschäftigungszahlen deutlich höher.
Am 3. September 1956 wurde das Großversandhaus Quelle L. Kießling & Co. umbenannt in Großversandhaus Quelle Gustav Schickedanz KG. Im Oktober 1959 verlieh der Markt Vestenbergsgreuth Gustav Schickedanz und seiner Schwester Liesl Kießling die Ehrenbürgerwürde (die Großeltern mütterlicherseits stammten von dort), im Dezember 1959 verlieh ihm die Stadt Fürth fünf Jahre nach der Goldenen Bürgermedaille die Ehrenbürgerwürde. Damit war Schickedanz der Erste, der – laut Oberbürgermeister Bornkessel – diese Auszeichnung „wegen seiner großen Verdienste um die Entwicklung des Fürther Wirtschaftslebens“ erhielt. Von 1960 bis 1972 betrieb Schickedanz auch Tankstellen; die zuletzt 25 Tankstellen wurden am 1. März 1978 an die US-amerikanische Conoco Inc. (Continental Oil Co.) verkauft. 1960 erreichte der Umsatz der Quelle 826 Millionen DM, zusammen mit den Produktionsbetrieben kam Schickedanz auf einen Umsatz von mehr als einer Milliarde DM. 1960 belief sich die Zahl der versandten Pakete auf beinahe 12 Millionen, es gingen bis zu 94.000 Bestellungen am Tag ein. 1961 kam es zwischen Neckermann und Quelle zu einem Generalvergleich bezüglich zahlreicher Wettbewerbsstreitigkeiten. 1961 wurde Schickedanz griechischer Honorarkonsul in Nürnberg, im selben Jahr wurde er mit dem Bayerischen Verdienstorden ausgezeichnet. Nach zahlreichen Eingliederungen weiterer Unternehmen in den Konzern betrug der Umsatz 1972 bereits mehr als 5 Milliarden DM.
1970 wurde er mit dem Großen Bundesverdienstkreuz mit Stern und Schulterband ausgezeichnet.
Als Schickedanz 1977 starb, hinterließ er eine Unternehmensgruppe, die rund 8,3 Milliarden DM umsetzte, davon 750 Millionen DM im Ausland. Mehr als 43.000 Menschen waren bei Schickedanz beschäftigt, die allermeisten in der Handelsgruppe, die es auf einen Umsatz von gut 7,3 Milliarden DM brachte.
An die 25.000 Menschen nahmen Abschied von Schickedanz. Schickedanz wurde im Grab seiner Familie auf dem Fürther Hauptfriedhof beerdigt, an der Trauerfeier in der Fürther St.-Pauls-Kirche nahmen zahlreiche Prominente teil.

## Stiftung
Gustav und Grete Schickedanz waren neben ihrer Geschäftstätigkeit als Förderer und Initiatoren zahlreicher Stiftungen tätig und bekamen dafür zahlreiche Auszeichnungen. Die Gustav-Schickedanz-Stiftung gründete er am 1. Januar 1965 anlässlich seines 70. Geburtstags. Die Stiftung unterstützt hauptsächlich seit mindestens fünf Jahren in Bayern lebende Studenten aller Fachrichtungen, sofern diese bedürftig sind.
Ebenso tragen viele Straßen und Einrichtungen ihre Namen.

## Diskussion über das Verhalten in der Zeit des Nationalsozialismus
Weder die US-Militärregierung noch die Hauptspruchkammer noch die Wiedergutmachungskammer fanden, dass Schickedanz’ Erwerbungen in der Zeit des Nationalsozialismus zu Ungunsten der jüdischen Vorbesitzer erfolgten. Auch der Gutachter beim Staatskommissariat für rassisch, religiös und politisch Verfolgte bemerkte: „Trotz vieler vorhandener Möglichkeiten hat Schickedanz bei den verschiedenen Arisierungen für sich keinen übermässigen Vorteil herausgeschlagen, was angesichts der zahlreichen großen und kleinen Nutzniesser aus Arisierungen in dem als besonders judenfeindlichen Gau Franken nach eingehender Berücksichtigung aller Umstände ausdrücklich festgestellt werden muss.“ Schickedanz sah sich auch deshalb harten Vorwürfen lokaler Parteigrößen ausgesetzt. So urteilte beispielsweise der Nürnberger IHK-Präsident über den Kaufpreis im Fall Mayer: „2 Millionen Mark dem Juden Mayer in den Rachen zu werfen, wäre unverantwortlich.“ Im März 1939 vermerkte der Sicherheitsdienst des Reichsführers SS, dass Schickedanz „bar jeder nationalsozialistischer Gesinnung und Verantwortung als Betriebsführer“ sei.
Die geschädigten jüdischen Eigentümer sahen diese „Arisierungen“ anders. So äußerte z. B. Oskar Rosenfelder, bis 1934 Besitzer der Vereinigte Papierwerke Heroldsberg mit der eingeführten Marke „Tempo“: „Gustav Schickedanz [konnte] die Aktienmajorität völlig unentgeltlich in seinen Besitz bringen […], ja darüber hinaus sogar einen erheblichen, seinerzeit sogenannten Arisierungsgewinn erzielen“.
Johann Wilhelm Ehrlich dagegen, dessen Grundstück an der Fürther Flößaustraße Schickedanz 1937 gekauft hatte, erhob nach 1945 keine Rückerstattungsansprüche, „da Herr Schickedanz sich [ihm] gegenüber fair verhalten hat und auch einen nach den damaligen Verhältnissen angemessenen Preis für das Objekt bezahlt hat.“ Kritisch merkte Ehrlich jedoch an, dass Schickedanz in „freiwilliger persönlicher Berührung mit Julius Streicher etc.“ war und „daß … Leute wie Schickedanz es nicht nötig hatten, mit jenen Brüdern gemeinsame Sache zu machen […] Denn wenn die Verbrecher nicht von den an sich anständigen Leuten gewissermaßen noch bekurt worden wären, wären sie nicht so weit gekommen“.
Da Schickedanz nicht nur Mitglied der NSDAP und ab 1935 auch des Fürther Stadtrats war, sondern auch einen Teil seines Vermögens im Rahmen von „Arisierungen“ erworben hatte, wurde sein Vermögen nach dem Krieg größtenteils beschlagnahmt, und es war ihm verboten, sein Unternehmen zu leiten und zu betreten. Die treuhänderische Verwaltung lag u. a. in den Händen seiner Schwester Liesl Kießling. Der Klageschrift aus dem Jahr 1949 zufolge stammten aus dem mit 9,3 Millionen DM bewerteten Besitz des Unternehmers über 7 Millionen DM aus ursprünglich jüdischem Besitz. Das Vermögen überschrieb Schickedanz zum größten Teil zwischen 1943 und 1945 nahen Verwandten, als „klar geworden war, dass der Krieg verloren sei“, wie der Kläger die Vorgehensweise interpretierte. Die für die „Entnazifizierung“ von Schickedanz zuständige Spruchkammer I / Hauptkammer Nürnberg trug 41 eidesstattliche Zeugenaussagen zusammen, die den Unternehmer ohne Ausnahme verteidigten. Dies gehörte allerdings zur allseits geübten Praxis vor den Spruchkammern. Gerade den Honoratioren fiel es meist leicht, Leumundszeugnisse beizubringen, mit denen sie sich vor der Spruchkammer entlasten konnten. Selbst die Stilisierung zu Widerstandskämpfern, die auch im Falle von Schickedanz vorkam, war eine verbreitete Erscheinung.
Ludwig Erhard meinte auf Anfrage der Spruchkammer zu Schickedanz u. a.: „Die Schuld des Herrn Schickedanz ist es, daß er, um für seine geschäftliche Tätigkeit freie Hand zu behalten und um sein Werk zu retten, mit den Nationalsozialisten Kompromisse schloß und sich durch die Parteizugehörigkeit die wirtschaftliche Freizügigkeit sichern zu können glaubte. Es war also ein gewisses Maß politische Dummheit, Schwäche, vielleicht sogar Feigheit, die Herrn Schickedanz zum Eintritt in die Partei bewogen.“